# Маслов Олексій Федорович (педагог)
Олексій Федорович Маслов (7 липня 1937 — 23 лютого 2024) — радянський та російський педагог. Народний учитель СРСР (1991).

## Біографія
Народився в селі Решоти Кочковського району (нині в Новосибірській області) (за іншими джерелами — на станції Болотна Болотнинського району) у селянській родині.
У 1956 році закінчив Тайгинський залізничний технікум, викладав у цьому навчальному закладі. У 1959 році вступив до Новосибірського інституту інженерів залізничного транспорту на заочне відділення. Через два роки продовжив навчання в Томському електромеханічному інституті інженерів залізничного транспорту, через рік був переведений до Омська, і в 1964 році з відзнакою закінчив Омський державний університет шляхів сполучення.
Із 1957 року — викладач, з 1972 — директор Тайгинського залізничного технікуму, а з 1995 — директор Тайгинської філії Омського державного університету шляхів сполучення, професор.
О. Ф. Маслов став ініціатором наскрізної підготовки фахівців для залізничного транспорту. У 1992 році на базі Тайгинського технікуму був створений один із перших в галузі навчально-виробничий центр, що об'єднує очне і заочне відділення технікуму, курси підготовки і перепідготовки робітничих кадрів для чотирьох служб дороги: локомотивного і вагонного господарств, електропостачання, колії і споруд.
За ініціативи та за безпосередньої участі О. Ф. Маслова в 1996 році при технікумі відкрито навчальний полігон тягового рухомого складу і пристроїв енергопостачання: на восьми коліях розташовані три електровози, два тепловози, секція електропоїзда, рефрижераторна секція, вантажний і пасажирський вагони.
Обирався депутатом до Тайгинської міської ради народних депутатів, Кемеровської обласної ради народних депутатів чотирьох скликань із 2002 року.
Іменем педагога в Тайзі названо вулицю. Помер 23 лютого 2024 року.

## Нагороди та звання
- Заслужений вчитель школи РРФСР (1976)
- Народний учитель СРСР (1991)
- Орден «Знак Пошани» (1998)
- Медаль «Ветеран праці»
- Знак «Почесний залізничник»
- Міжнародна премія Андрія Первозванного (Фонд Андрія Первозванного, 2000) — за створення передового центру підготовки провідних фахівців залізничного транспорту Росії[6]
- Золота зірка «Герой Кузбасу» (2007)
- Медалі «За особливий внесок у розвиток Кузбасу» I, II, III ступеня
- Почесний громадянин міста Тайги (1998)
- Почесний громадянин Кемеровської області (1999)
- Почесний громадянин Яйського району
- Почесний громадянин Яшкинського району.
- орден «Доблесть Кузбасу» (2001)
- звання «Лауреат премії Кузбасу» 2002)